# Орден Победного Февраля
Орден Победного Февраля (чеш.  Řád Vítězného února), государственная награда Чехословацкой Социалистической Республики.

## История
Орден Победного Февраля был учреждён Решением Президиума Бюро Федерального Собрания от 13 февраля 1973 года за № 9/173 с целью поощрения заслуг в революционном рабочем движении и социалистическом строительстве Чехословацкой Социалистической Республики, а также как награда за исключительные заслуги в развитии международного коммунистического и рабочего движения.
20 февраля 1973 года в Пражском Граде состоялись первые награждения, среди них:
1. Густав Гусак, генеральный секретарь ЦК КПЧ и член президиума;
2. Людвик Свобода, президент и член президиума КПЧ;
3. Василь Биляк, член президиума и секретарь ЦК КПЧ;
4. Пётр Колотка, заместитель премьер-министра и председателя ЧССР;
5. Карел Гофман, член президиума и председатель Центрального совета ČSROH;
6. Алоис Индра, председатель Федерального собрания Чехословакии и член президиума;
7. Антонин Капек, член президиума и руководитель пражского горкома КПЧ;
8. Иосиф Кемпны, член президиума и секретарь ЦК КПЧ;
9. Мартин Дзур — член президиума КПЧ, министр национальной обороны ЧССР.

Всего в 1973—1989 годах было произведено 856 награждений, в числе награждённых — несколько граждан СССР.

## Статут
Орден Победного Февраля вручается гражданам, которые имеют исключительные заслуги в чехословацком революционном рабочем движении, активно боролись против буржуазии и фашизма, в частности, способствовали достижению победы социализма в Чехословацкой Социалистической Республике, активно участвовали в её политической и общественной деятельности, в частности, имеют значительный вклад в осуществлении политики Коммунистической партии Чехословакии в строительстве социалистического общества, а также лица, которые имеют исключительно вклад в развитие международного коммунистического и рабочего движения, дружбы и сотрудничества между народами.
Орден Победного Февраля может вручаться рабочим коллективам.
Орден Победоносного Февраля носится на левой стороне груди после ордена Красного Знамени.
Для повседневного ношения предусмотрена орденская планка обтянутая лентой орденских цветов. При ношении с другими планками располагается после планки ордена Красного Знамени.

## Описание знака ордена
Знак ордена изготавливается из позолоченного серебра и включает сгруппированные и размещённые по кругу десять пучков лучей, исходящих от пятиконечной звезды красной эмали с символом серпа и молота по центру. Между лучами звезды размещаются по два пшеничных колоса.
Знак ордена при помощи кольца подвешен к переходному звену в виде ветки липы со свисающей лентой, на которой надпись: «Vítězný únor 1948» (Победоносный февраль 1948). Переходное звено прикреплено к орденской ленте 38 мм в ширину и 55 мм в длину, синего цвета с красной узкой полоской посередине.